# Schneiderbrücke (Gjakova)
Die Schneider-Brücke (albanisch Ura e Terzive, serbisch Терзијски мост Terzijski most, türkisch Terzi Köprüsü) ist eine steinerne Bogenbrücke am Nordrand des kleinen Orts Bishtazhin östlich von Gjakova im Kosovo. Sie überspannt den Erenik und gehört zu den wichtigsten Beispielen für Brückenbauten der osmanischen Zeit im Land. Die Brücke wurde vermutlich Ende des 15. Jahrhunderts erbaut, aber im Verlaufe des 18. Jahrhunderts umgebaut. Der Name leitet sich von der Schneider-Zunft von Gjakova ab, welche den Bau beauftragt hatte.
Die Schneiderbrücke gehört zu den Kulturdenkmälern des Kosovos.

## Geschichte

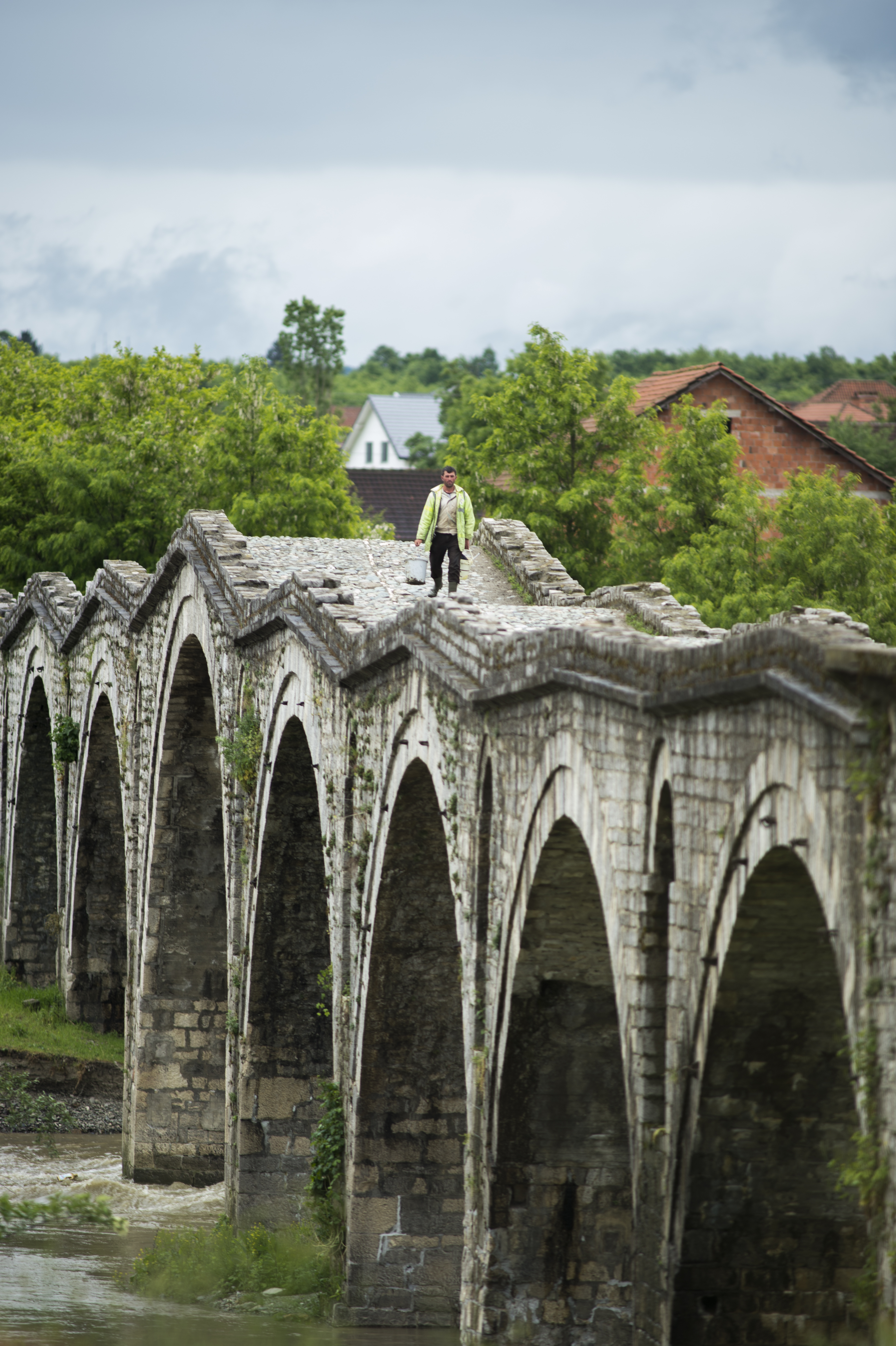
Die Brücke in ihrer Länge

Zur ursprünglichen Errichtungszeit der Brücke sind keine Angaben überliefert. Es wird aber vermutet, dass eine erste Brücke Ende des 15. Jahrhunderts erbaut wurde. Die Brücke befindet sich an der Verbindung von Gjakova nach Prizren, einer Handelsroute, die bereits im Mittelalter benutzt wurde.
Ihr heutiges Aussehen erhielt die Brücke im 18. Jahrhundert, als sie wegen Änderungen im Flusslauf verlängert werden musste und signifikant umgebaut wurde. Eine Inschrift verweist auf die Schneider-Zunft in Gjakova, die die Arbeiten in Auftrag gegeben hat. Die Brücke besteht seither aus elf Bögen, gebaut aus lokalen Steinen. Der mittlere Bogen ist leicht höher. Nischen in den Mauern entlasten die Struktur und verleihen ein elegantes Aussehen. Das Pflaster war mehr als dreieinhalb Meter breit,  die ganze Brücke ist mindestens fünf Meter breit.
Parallel zur Schneiderbrücke wurde im Abstand von wenigen Metern eine moderne Straßenbrücke erbaut, über die heute der Verkehr von Gjakova nach Prizren läuft.

In den Jahren 1982–1984 wurden Restaurierungsarbeiten durchgeführt.